# リック・ウェイクマン
リック・ウェイクマン（Rick Wakeman, CBE、1949年5月18日 - ）は、イングランド出身のミュージシャン、鍵盤奏者、作曲家、タレント。
主に、プログレッシブ・ロックバンド「イエス」の活動で知られる。ソロ・アーティストとしても数々の作品を世に送り出し、ロック・キーボーディストの第一人者として認知されている。2021年、大英帝国勲章（CBE）叙勲。

## 略歴
Perivale（西ロンドン、ミドルセックス）の郊外生まれ。6歳からピアノを習い始め、ドレートンマナーグラマースクールに通う。高校を卒業後地元のバンド「Atlantic Blues」に加入。ロンドンの王立音楽アカデミーに通い、ピアノ教師になるべく学んだ。第二選択楽器はクラリネットであった。
在学中からセッション活動を行ない、18歳から21歳までの間に、デヴィッド・ボウイのアルバム『スペイス・オディティ』（1970年）、キャット・スティーヴンスのシングル「雨にぬれた朝」（1971年）など数多くのセッションに参加した。学校ではセッション・ミュージシャンとして活躍する姿勢に対して反対が強かったため、コースを修了する一年前に中退して、ポピュラー音楽の道に転じた。
1970年、「ストローブス」に加入し。ライブ・アルバム『骨董品』（1970年）と次作の『魔女の森から』（1971年）での演奏で注目を集めた。1971年にトニー・ケイの後任として「イエス」に加入。代表作『こわれもの』（1971年）、『危機』（1972年）、『海洋地形学の物語』（1973年）の制作に参加。マルチ・キーボードを駆使してイエスの音楽にシンフォニックな要素をもたらして音楽の上でも商業の上でも大成功を引き起こして、イエスをプログレッシブ・ロック・バンドの代表の一つに押し上げた。さらにソロ・アルバム『ヘンリー八世の六人の妻』（1973年）、ジュール・ヴェルヌの名作SF小説『地底旅行』（地底探検）をテーマにしたライブ・アルバム『地底探検』（1974年）もヒットして、彼の名はプログレッシブ・ロックのファンに知れ渡った。
1974年半ばに音楽性の相違など様々な理由からイエスを脱退しソロ活動に転じるが、1976年末にイエスに再加入。その後幾度となく脱退と再加入を繰り返してきた。
2009年5月1日及び2日にはヘンリー8世に縁の深いハンプトン・コート宮殿において、『ヘンリー八世の六人の妻』をオーケストラや合唱隊との競演で完全再現するライブを行った。
2010年、元イエスのジョン・アンダーソンとのデュオを「プロジェクト360」の名義でスタートさせ、10月 - 11月にイギリス国内をツアーしている。また、2人の連名アルバムも発表している。

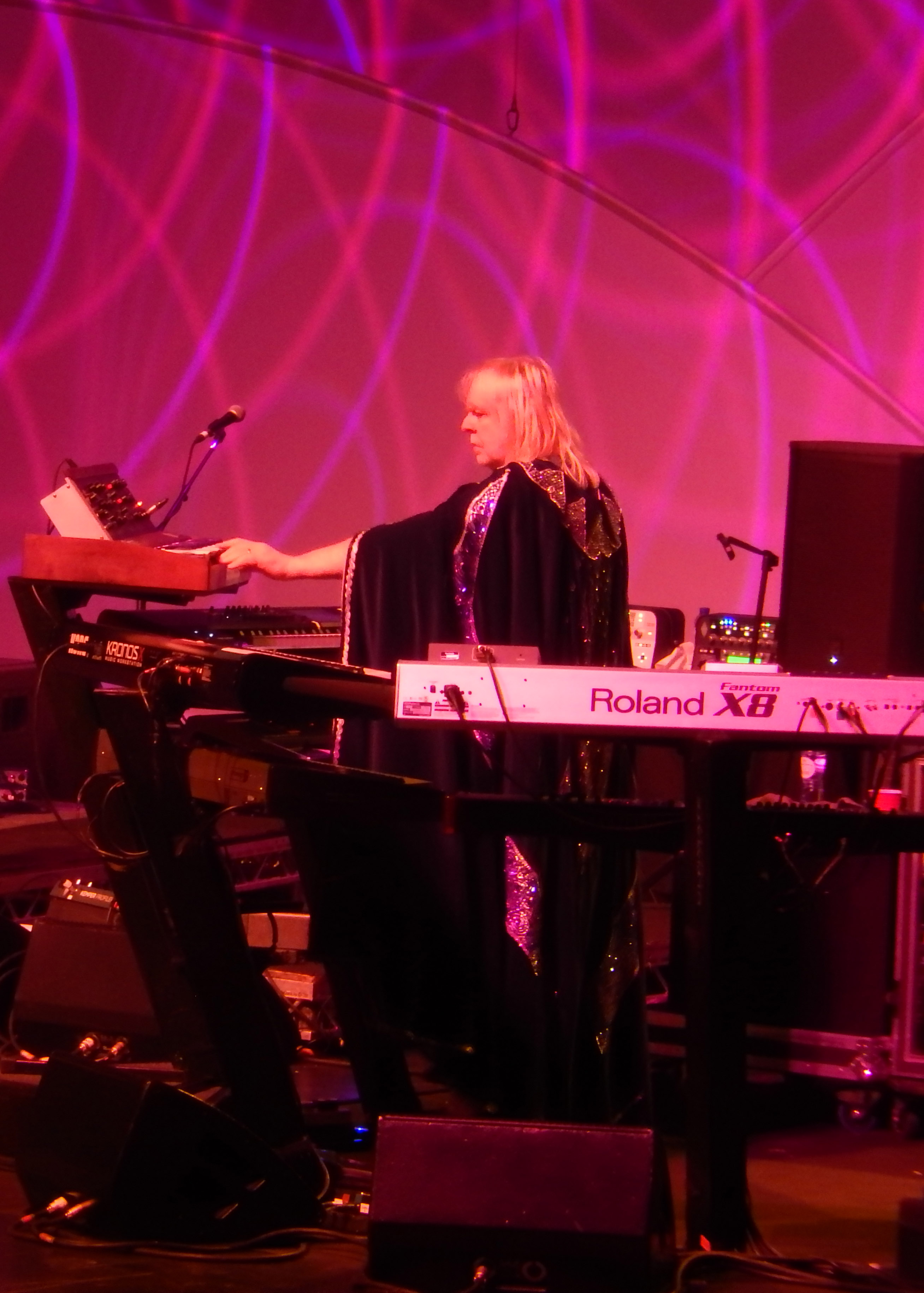
ARW - ベルギー公演（2017年3月）

2016年に、アンダーソン、元イエスのトレヴァー・ラビンと「アンダーソン、ラビン&ウェイクマン」（通称：ARW）を結成し、翌2017年には日本公演を開催。2018年にはイエス結成50周年を記念して、ワールド・ツアーを開始した。
2017年、イエス名義で『ロックの殿堂』入り。
2021年6月、長年の功績を表彰され、大英帝国勲章（CBE）を叙勲した。

## 音楽性

### 素養
ウェイクマンの音楽には、小さい頃から学んできたクラシック音楽の素養が出ている。特に1970年代の作曲や演奏で、その傾向が色濃い。運指の速い流麗な演奏は、既にキーボーディストのスターだったキース・エマーソンに迫る実力とカリスマ性を備えていた。ソロ作品ではカントリーやブルーグラスの要素も感じられる。
ソロ・アルバムの数は非常に多い。1970年代前半の作品『ヘンリー八世の六人の妻』、『地底探検』、『アーサー王と円卓の騎士たち』は世界的に高く評価されている。一方、1980年代以降のデジタルシンセサイザーを多用した作品には、商業的な成功を収めたものは少ない。1990年代中頃からは再びミニモーグを多用するようになり、現代的なデジタルサウンドと全盛期の個性を融合した。また、2006年には自分の倉庫より発掘した1970年代の鍵盤楽器をフィーチャーした『Retro』という作品を発表し、個性の健在を印象付けている。

### 演奏形態

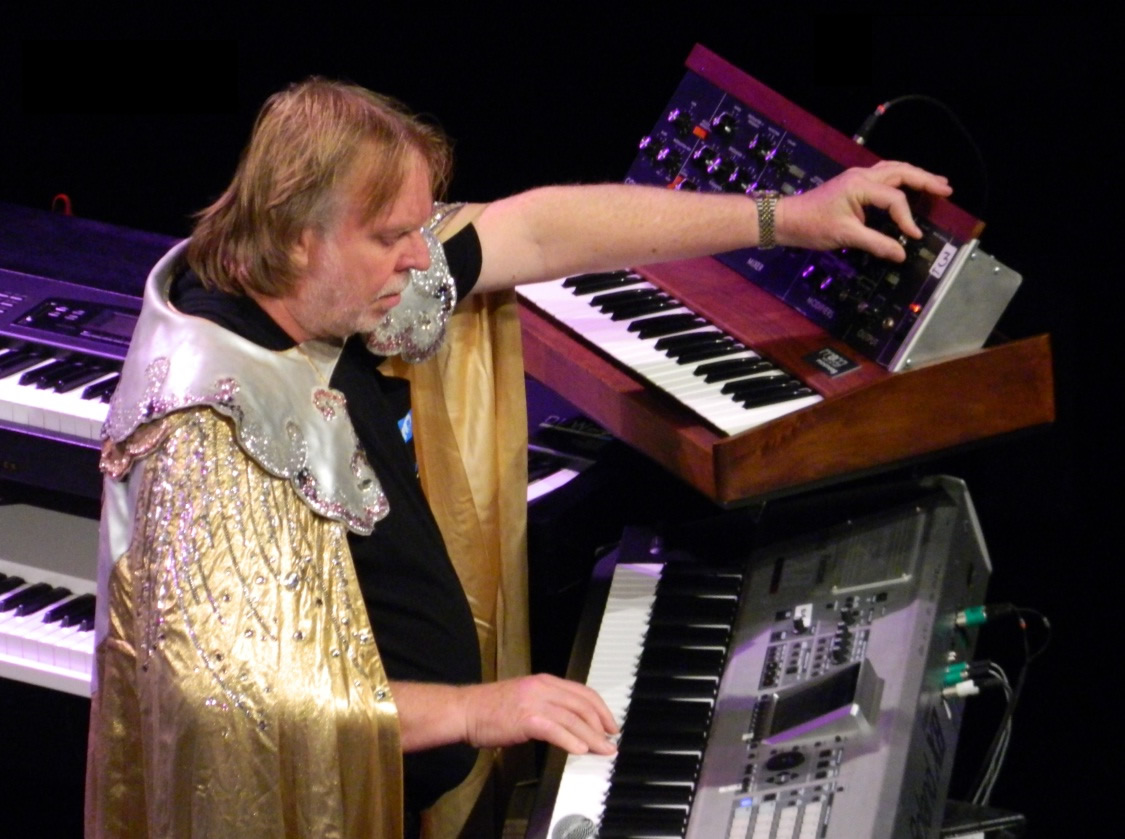
ブラジル・サンパウロ公演（2012年11月）

イエスに加入した頃から一貫して「マルチ・キーボード」を得意としている。演奏者がピアノ、ハモンドオルガン、RMIエレクトラピアノ、クラビネット、メロトロン、ミニモーグといった各種キーボードを自分を取り囲むように並べて楽曲の展開に合わせて必要なキーボードを弾いて必要な音を出す、という演奏形態は彼が確立したと言えよう。イエスが1970年代のプログレッシブ・ロックの全盛期を代表するバンドの一つと称されたのは、彼がマルチ・キーボードを駆使してイエスの音楽にシンフォニックな要素をもたらしたことが大きい。
エマーソンとは似通ったルーツを持ち楽器の並べ方や4度音程の多用などの共通点が多いが、現代音楽やモダンジャズ、ブルースの影響がほとんどないところが彼の特徴である。音域の広いアルペジオ、独特の短前打音、指くぐりや同音連打を頻繁に使う。
ジョン・ロード同様に和声的短音階を使ったエキゾチックなフレーズもよくみられた。音数は多いが、逆にほとんど演奏しない部分を設けることでダイナミクスを演出する工夫が見られる。ミニモーグを使用する場合にはほとんどピッチ・ベンダーやビブラートのホイールは使わず、フィルターの開き具合をこまめに調節しながら演奏するのが彼の奏法の特徴である。
1970年代前半は、多方向に手を伸ばす動きを優雅なものとするため、長いケープを着用していた。ケープは今も彼を象徴する衣装であり、21世紀になってからもオファーにより着用したことがある。
1974年のイエスのアメリカ公演中、Dave Biroという男が彼の楽屋を訪ねて、開発中のキーボードのプロモーションを行った。彼はそれを気に入って開発資金を援助した。このキーボードはバイロトロン（Birotron）と名付けられ、イエスのアルバム『トーマト』（1978年）とそのツアーで使用された。

## 人物・エピソード

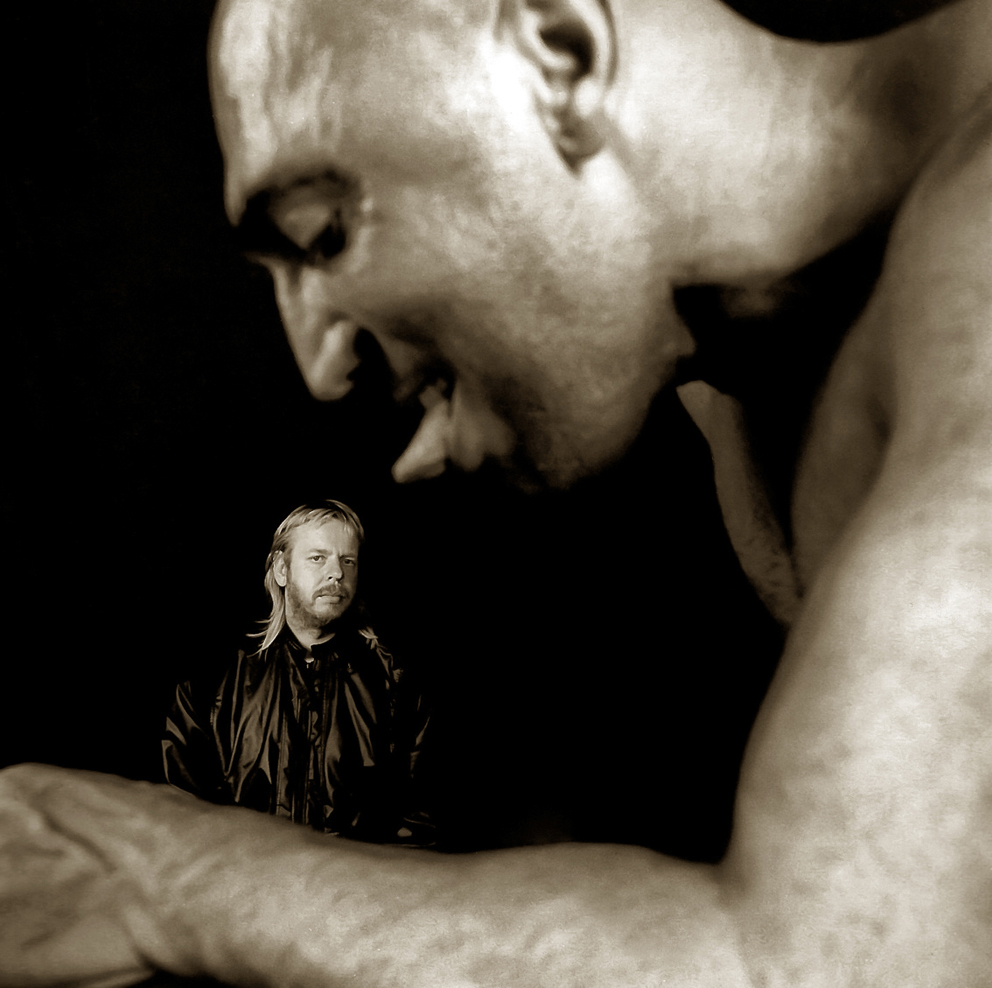
リック・ウェイクマン, 肖像 - アウグスト・デ・ルカ

幾つかのエピソードが示すとおり、ウェイクマンには自己表現に対して過度と思われるほど積極的な面があると言われている。
彼が1974年にイエスを脱退したのは、1973年のアルバム『海洋地形学の物語』の内容と出来に対して強い不満を抱いたからである。当時、彼はこのアルバムに関して音楽マスコミに「最悪」「興味が無い」という意味のコメントを残している。下記の参考書籍の項にあるインタビュー本『イエス・ストーリー』（ティム・モーズ著）や『ザ・ストーリー・オブ・イエス』（クリス・ウェルチ著）では、このアルバム発表後のツアーのとあるコンサートでカレーやビールを飲食しながら演奏していた、というエピソードも紹介された。
彼が脱退した頃のイエスは絶大な人気を誇っており、その中でも特に注目を集める人気者だった彼は、マスコミからロック・スターの素行に関する話題を提供する格好の取材対象として捉えられていたふしがある。イエスを脱退したのは彼だけが菜食主義者でないからとか過度に飲酒するからなどと報道されたことがあり、そのようなマスコミに対して彼が敵対的な感情を有していたことも推察される。1991年に発表されたドキュメンタリー・ビデオ『イエスイヤーズ』には、彼がインタビューに応じて当時を回想して自分の発言を再現する場面が収録されている。
1995年、自伝書『Say Yes!』を出版して、自分とイエスにまつわるいろいろなエピソードを披露した。
自らも認めているとおり、20代の頃からアルコール中毒と不摂生によって何度も心臓発作に襲われてきた。彼は元「ページ・スリー・ガール」のモデルだったニナ・カーターと結婚。しかしその後離婚。キリスト教に再起を誓った。現在はイギリスのマン島に自宅とスタジオを構え、家族と平穏に暮らしている。
イギリスではロック・キーボーディストとしてのみならずタレントとしても有名で、コメンテーター、司会者、評論家、コメディアンとしてテレビに出演することも多い、一方、タクシー会社、映画撮影用にクラシック・カーをレンタルする会社など数十社を経営する実業家でもあり、一時はイングランドのプロのサッカー・チームのオーナーでもあった。情熱的なサッカー・ファンであり、子供の時からブレントフォードFCをサポートしていた。その後、西ロンドンクラブの責任者になり、現在はマンチェスター・シティFCをサポートしている。1970年代後期には、他のロック・ミュージシャンと共に、アメリカのサッカークラブ「フィラデルフィア フューリー」を所有していた。
保守党の強い支持者で、2004年9月には党のためにコンサートを開いた。『アーサー王と円卓の騎士たち』の収録曲の一部が、1979年からBBCの「Election Night Coverage」への主題曲として使われた。
フリーメイソンの会員でもある。ロンドンにあるフリーメイソンのロッジ「Chelsea Lodge No.3098」に所属し、2014年から2016年までは同ロッジの第110代の「マスター」（最高幹部）の職にあった。同ロッジでの各種セレモニーの司会や余興演奏も担当している。

## 家族
子供たち（オリヴァー・ウェイクマン、アダム・ウェイクマン、オスカー・ウェイクマン、ジェンマ・ウェイクマン、ベン・ウェイクマン、アマンダ・ウェイクマン）は彼の音楽性を継承した。
長男のオリヴァー・ウェイクマンは自己のバンドやスティーヴ・ハウとのアルバムを制作する一方、2007年より父親に代わってイエスのツアーに参加している。
次男のアダム・ウェイクマンとは1990年代にユニット「ウェイクマン・ウィズ・ウェイクマン」を結成し活動していた。アダムはイエス加入を打診されたこともあり、イギリスの1公演のみゲスト出演したこともある。また、時々、父親のツアーにサポート・キーボードで参加している。現在はオジー・オズボーン、ブラック・サバスのサポートメンバーとして活動している。
娘のジェンマは彼のソロ・アルバム『Amazing Grace』で歌唱している。
かつてソフト・マシーンのメンバーだったアラン・ウェイクマンは従兄弟である。

## ディスコグラフィ
※発表作品多数につき主要作品のみ掲載

### スタジオ・アルバム
- 『ピアノ・ヴァイブレイション』 - Piano Vibrations（1971年）
- 『ヘンリー八世の六人の妻』 - The Six Wives of Henry VIII（1973年）
- 『地底探検』 - Journey to the Centre of the Earth（1974年） - ライブレコーディング盤
  - 『真説・地底探検』 - Journey to the Centre of the Earth 2012（2012年） - スタジオレコーディング盤
- 『アーサー王と円卓の騎士たち』 - The Myths and Legends of King Arthur and the Knights of the Round Table（1975年）
  - 『アーサー王と円卓の騎士たち 2016』 - The Myths and Legends of King Arthur and the Knights of the Round Table 2016（2016年） - リレコーディング盤
- 『神秘への旅路』 - No Earthly Connection（1976年）
- 『罪なる舞踏 リック・ウェイマンの犯罪記録』 - Rick Wakeman's Criminal Record（1977年）
- 『ラプソディーズ』 - Rhapsodies（1979年）
- 『デカダンス1984』 - 1984（1981年）
- 『ロックン・ロール・プロフェット』 - Rock 'n' Roll Prophet（1982年）
- 『コスト・オブ・リヴィング』 - Cost Of Living（1983年）
- 『静夜』 - Silent Nights（1985年）
- 『カントリー・エアーズ』 - Country Airs（1986年）
- The Family Album（1987年）
- The Gospels（1987年）
  - The Word & The Gospels（1988年）
- A Suite of Gods（1988年）
- 『ゾディアク』 - Zodiaque（1988年）※リック・ウェイクマン with トーニー・フェルナンデス名義
- 『タイム・マシン』 - Time Machine（1988年）
- 『フェルディナンド四世の宮廷黒騎士』 - Black Knights At The Court Of Ferdinand IV（1989年）※リック・ウェイクマン & マリオ・ファシアーノ名義
- Sea Airs（1989年）
- 『NIGHT AIRS』 - Night Airs（1990年）
- 『アフリカン・バッハ』 - African Bach（1990年）
- 『ジョン王とマグナ＝カルタ』 - Softsword (King John And The Magna Charter)（1991年）
- 『西暦2000年 - 第七次元への旅』 - 2000 A.D. Into The Future（1991年）
- 『クラシカル・ウェイクマン』 - The Classical Connection（1991年）
- 『ザ・プライベート・コレクション』 - The Private Collection（1991年）
- 『ウェイクマン・ウィズ・ウェイクマン』 - Wakeman with Wakeman（1993年）※アダム・ウェイクマンと共作
- 『クラシック・トラックス』 - Classic Tracks（1993年）
- 『トリビュート - ワークス・オブ・レノン、マッカートニー&ハリソン』 - Tribute（1997年）
- 『地底探検〜完結編』 - Return to the Centre of the Earth（1999年）
- Out There（2003年）
- Retro（2006年）
- Amazing Grace（2007年）
- Always with You（2010年）
- Piano Portraits（2017年）
- 『ピアノ・オデッセイ』 - Piano Odyssey（2018年）
- 『クリスマス・ポートレイト』 - Christmas Portraits（2019年）
- 『火星探検2020』 - The Red Planet（2020年）
- A Gallery of The Imagination（2023年）
- 『イエソナタ』 - Yessonata（2024年）

### ライブ・アルバム
- 『ライヴ・アット・ハマースミス』 - Live at Hammersmith（1985年）
- 『ウェイクマン・ウィズ・ウェイクマン - ライヴ』 - Wakeman with Wakeman Live（1994年）
- The Stage Collection（1994年）
- 『キング・ビスケット・ライヴ』 - King Biscuit Flower Hour Presents Rick Wakeman In Concert（1995年）
- The Piano Album（1995年）
- 『ライヴ・アット・ザ BBC』 - Live At The BBC（2007年）
- The Six Wives of Henry VIII Live at Hampton Court Palace（2009年）
- In the Nick of Time: Live in 2003（2012年）
- 『ライヴ・アット・ザ・ロンドン・パラディアム2023～追憶の響宴』 - Live At The London Palladium 2023（2024年）

### サウンドトラック・アルバム
- 『リストマニア』 - Lisztomania（1975年）※映画『Lisztomania』
- 『ホワイトロック』 - White Rock（1977年）※1976年インスブルックオリンピック記録映画『ホワイトロック』
- 『バーニング』 - The Burning（1981年）※映画『バーニング』
- 『ゴール!』 - G'olé!（1983年）※サッカー『1982 FIFAワールドカップ』
- Crimes of Passion（1984年）※映画『クライム・オブ・パッション』
- 『ウェイクマンのオペラ座の怪人』 - Phantom Power（1990年）※映画『Phantom Power』

## 著書
- Wakeman, Rick (1995). Say Yes!. London: Hodder & Stoughton. ISBN 0340621516

## 日本公演

### 1975年
- 1月16日 東京・中野サンプラザ
- 1月17日 東京・渋谷公会堂
- 1月19日 東京・中野サンプラザ
- 1月20日 大阪・大阪厚生年金会館
- 1月21日 大阪・大阪厚生年金会館
- 1月22日 名古屋・名古屋市公会堂
- 1月24日 東京・東京厚生年金会館